# Von Kármáns virvelgata

Animering av en virvelgata orsakad av ett cylindriskt objekt.

von Kármáns virvelgata är ett fenomen inom strömningsmekanik och utgörs av ett upprepande mönster av turbulenta, återcirkulerande virvlar som bildas bakom ett objekt i flödets riktning. Fenomenet beror på en ostadig flödesseparation. 
Fenomenet fick sitt namn efter ingenjören Theodore von Kármán. Von Kármáns virvelgata eller bara von Kármánvirvlar, bildas bara bakom objekt vid en viss flödeshastighet. Virvlarna är ofta ett problem då de ger upphov till en "vak" som har lägre tryck än övriga delar av fluiden i närheten. Ett exempel på detta är en golfboll som kan bilda von Kármánvirvlar, vaken som bildas bakom bollen då den är slagen och flyger genom luften bromsar den, vilket gör att bollen inte når lika långt eftersom bollen naturligt vill gå mot det område med lägre tryck. Det är på grund av detta som golfbollar har små gropar i sig, som ska minska uppkomsten av von Kármánvirvlar.
von Kármánvirvlar kan ses i verkligheten på en flagga som svävar i vinden. Vid höga vindhastigheter, delar flaggstången luftens flöde, vilket gör att von Kármánvirvlar uppstår och får flaggan att fladdra som en våg i vinden.